# Kanton Agen-Sud-Est
Kanton Agen-Sud-Est (francouzsky Canton d'Agen-Sud-Est) je francouzský kanton v departementu Lot-et-Garonne v regionu Akvitánie. Tvoří ho tři obce.

## Obce kantonu
- Agen (jihovýchodní část)
- Bon-Encontre
- Boé